# Dean Street (Franklin Avenue Line)
Dean Street is een voormalig station van de metro van New York aan de Franklin Avenue Line in Brooklyn.

 ·  ·  ·  ·  ·  ·  ·  ·  · 